# David N'Gog
David N'Gog (Gennevilliers, Isla de Francia, 1 de abril de 1989) es un futbolista francés que juega de delantero.

## Trayectoria
Jugó en los infantiles del FC Franconville entre 1995 y 2001. Ese mismo año fue fichado por el PSG, jugando en las divisiones menores del club hasta junio de 2006, cuando fue promovido al primer equipo. En el cuadro parisino disputó 18 encuentros y marcó un gol.
El 24 de julio de 2008 se comprometió por 4 temporadas con el Liverpool Football Club inglés a cambio de 1,5 millones de euros.
En junio de 2020 el F. K. Žalgiris, club en el que estaba jugando, anunció que había decidido retirarse a los 31 años de edad. Sin embargo, decidió volver a jugar a fútbol y en octubre de 2022 regresó al Panionios de Atenas.

## Selección nacional
Fue internacional con la selección de fútbol sub-21 de Francia.

## Clubes
| Club                      | País       | Año       |
| ------------------------- | ---------- | --------- |
| Paris Saint-Germain F. C. | Francia    | 2006-2008 |
| Liverpool F. C.           | Inglaterra | 2008-2011 |
| Bolton Wanderers F. C.    | Inglaterra | 2011-2014 |
| Swansea City A. F. C.     | Gales      | 2014      |
| Stade de Reims            | Francia    | 2014-2016 |
| Panionios                 | Grecia     | 2016-2017 |
| Ross County F. C.         | Escocia    | 2018      |
| Budapest Honvéd F. C.     | Hungría    | 2018-2020 |
| F. K. Žalgiris            | Lituania   | 2020      |
| Panionios                 | Grecia     | 2022-2023 |

## Palmarés

### Títulos nacionales
| Título                     | Club                      | País    | Año  |
| -------------------------- | ------------------------- | ------- | ---- |
| Copa de la Liga de Francia | Paris Saint-Germain F. C. | Francia | 2008 |

## Vida privada
Tiene ascendencia camerunesa.